# Michael Custodis
Michael Custodis (* 1973 in Köln) ist ein deutscher Musikwissenschaftler, Soziologe und Hochschullehrer an der Westfälischen Wilhelms-Universität in Münster.

## Berufliche Laufbahn
Custodis studierte Musikwissenschaft, Soziologie, Vergleichende Politikwissenschaft, Erziehungswissenschaft und Filmwissenschaft zunächst an der Universität Mainz. Anschließend wechselte er an die Universität Bergen in Norwegen und schließlich zu Albrecht Riethmüller an die Freie Universität in Berlin. Sein Diplom erwarb er in Soziologie, in Musikwissenschaft wurde er promoviert und an der FU Berlin auch habilitiert.
Unter seinen Arbeitsschwerpunkten sind Musiksoziologie und Musikästhetik; Musik und Politik sowie die Wechselwirkungen zwischen „populärer“ und „klassischer“ Musik und schließlich Musik in der Literatur.

## Publikationen

### Autor
- Die soziale Isolation der neuen Musik. Zum Kölner Musikleben nach 1945 (= Archiv für Musikwissenschaft. Beiheft 54), Stuttgart 2004.
- Musik im Prisma der Gesellschaft. Wertungen in literarischen und ästhetischen Texten. Münster 2009.
- Klassische Musik heute. Eine Spurensuche in der Rockmusik. Bielefeld 2009.
- mit Friedrich Geiger: Netzwerke der Entnazifizierung. Kontinuitäten im deutschen Musikleben am Beispiel von Werner Egk, Hilde und Heinrich Strobel (= Münsteraner Schriften zur zeitgenössischen Musik. 1). Münster u. a. 2013.

### Herausgeber
- mit Friedrich Geiger, Michael Lüthy, Sabine Slanina: KünstlerKritiker. Zum Verhältnis von Produktion und Kritik in bildender Kunst und Musik. Saarbrücken 2007.
- mit Insa Bernds, Frank Hentschel: Albrecht Riethmüller, Annäherung an Musik – Studien und Essays. Stuttgart 2007.
- mit Albrecht Riethmüller: Georg Kreisler – Grenzgänger. Sieben Beiträge mit einem Nachwort von Georg Kreisler. Freiburg i.Br. 2009.
- Erfolg – Entgrenzung – Erfahrung. Soziologische Perspektiven auf die Künste der Gegenwart. Berlin 2010.
- Traditionen, Koalitionen, Visionen. Wolfgang Steinecke und die Internationalen Ferienkurse in Darmstadt. Internationales Musikinstitut Darmstadt, Saarbrücken 2010.
- Herman-Walther Frey: Ministerialrat, Wissenschaftler, Netzwerker. NS-Hochschulpolitik und die Folgen (= Münsteraner Schriften zur zeitgenössischen Musik. 2). Münster u. a. 2014.